# 多杰·旺姆·旺楚克
多杰·旺姆·旺楚克（宗喀語：རྡོ་རྗེ་དབང་མོ་དབང་ཕྱུག་，威利：rdo-rje dbang-mo dbang-phyug，1955年6月10日—），前任不丹王后，现为不丹王太后。
多杰·旺姆出生于不丹西部的罗布岗村，是第六世“意”转世夏仲活佛晋美多杰的外甥孙女。她早年曾赴印度西孟加拉邦学习，1979年与不丹国王吉格梅·辛格·旺楚克成婚，成为不丹王后。她是索朗·德庆·旺楚克公主与吉格耶·乌颜·旺楚克王子的母亲。
多杰·旺姆还是一位作家，其著作包括讲述其家族史的《云间虹影》（Of Rainbows and Clouds: The Life of Yab Ugyen Dorji As Told to His Daughter，1998年）与介绍不丹的《秘境不丹》（Treasures of the Thunder Dragon – A Portrait of Bhutan，2006年）。